# Peter Štih
Peter Štih, slovenski zgodovinar, akademik * 27. november 1960, Ljubljana.

## Življenje in delo
Do končane gimnazije je živel v Tolminu. Leta 1983 je diplomiral iz zgodovine na Filozofski fakulteti Univerze v Ljubljani. Med študijem je delal tudi kot maneken in nastopal v televizijskih reklamah. Leta 1984 se je zaposlil na Oddelku za zgodovino ljubljanske Filozofske fakultete in nadaljeval s podiplomskim študijem. Med drugim se je v letih 1990-1992 izpopolnjeval iz pomožnih zgodovinskih ved na Inštitutu za avstrijsko zgodovinsko raziskovanje (Institut für Österreichische Geschichtsforschung) na Dunaju. Leta 1993 je na Filozofski fakulteti v Ljubljani končal doktorski študij iz zgodovine. Leta 1987 je postal asistent za zgodovino Slovencev v srednjem veku, 1994 docent, 1999 izredni in 2004 redni profesor za slovensko srednjeveško zgodovino in pomožne zgodovinske vede. Predava v Ljubljani in na Filozofski fakulteti Univerze v Mariboru, poleg tega je večkrat gostoval na različnih evropskih univerzah. Leta 2007 je bil izvoljen za izrednega in leta 2015 za rednega člana Slovenske akademije znanosti in umetnosti. Od 2011 je bil tajnik I. razreda za zgodovinske in družbnene vede do 2017, ko je bil izvoljen za podpredsednika, konec maja 2020 pa za predsednika SAZU (ponovno 2023). Od leta 2008 je tudi dopisni član Avstrijske akademije znanosti v filozofsko-zgodovinskem razredu, od 2010 pa član Inštituta za srednjeevropska kulturna srečanja (Istituto per gli Incontri Culturali Mitteleuropei) v Gorici (Italija). Prav tako je član Inštituta za avstrijske zgodovinske raziskave in Komisije za zgodovino in kulturo Nemcev v jugovzhodni Evropi. Leta 2018 je bil izvoljen še za rednega člana Evropske akademije znanosti in umetnosti v Salzburgu ter prejel zlato plaketo Univerze v Ljubljani. Leta 2001 je bil tudi prvi prejemnik slovenske nagrade Klio za zgodovinopisje.   
Je avtor številnih del o srednjeveški zgodovini današnjega slovenskega prostora, od konca antike do vključno 15. stoletja. Predvsem raziskuje slovansko etnogenezo po naselitvi Slovanov v Vzhodne Alpe, nastajanje državnih tvorb zgodnjega srednjega veka v Vzhodnih Alpah (Karantanija, Karniola), zgodovino plemstva, oblikovanje dežel v slovenskem prostoru. Raziskuje tudi stereotipe in mite v slovenski zgodovini in zgodovinopisju. Objavil je tudi več odmevnih raziskav s področja diplomatike. Za delo "Villa quae Sclavorum lingua vocatur Goriza" : študija o dveh listinah cesarja Otona III. iz leta 1001 za oglejskega patriarha Johannesa in furlanskega grofa Werihena (DD. O. III. 402 in 412) je leta 2000 kot prvi prejel nagrado Klio Zveze zgodovinskih društev Slovenije. Z Vaskom Simonitijem je napisal sodobnejšo poljudnoznanstveno Slovensko zgodovino do razsvetljenstva (1995), ki je na sintetičen način širši publiki predstavila nove poglede na starejšo zgodovino slovenskega prostora in je bila prevedena v hrvaščino ter nemščino. Leta 2009 je izšla prenovljena izdaja z naslovom Na stičišču svetov : slovenska zgodovina od prazgodovinskih kultur do konca 18. stoletja. Od leta 2000 je glavni in odgovorni urednik Zgodovinskega časopisa. Nasprotoval je upodobitvi knežjega kamna na slovenskem evrskem kovancu za 2 centa.
Od leta 2020 je predsednik Slovenske akademije znanosti in umetnosti. 

## Izbrana bibliografija

### Knjige
- -- in Vasko Simoniti, Slovenska zgodovina do razsvetljenstva. Ljubljana, Celovec, 1995;
- --, Studien zur Geschichte der Grafen von Görz : die Ministerialen und Milites der Grafen von Görz in Istrien und Krain. Mitteilungen des Instituts für Österreichische Geschichtsforschung, Ergänzungsband, 32. Wien, München, 1996;
- --, Goriški grofje ter njihovi ministeriali in militi v Istri in na Kranjskem. Razprave Filozofske fakultete. 2. dop. izd. Ljubljana, 1997;
- --, "Villa quae Sclavorum lingua vocatur Goriza" : Studie über zwei Urkunden Kaiser Ottos III. aus dem Jahre 1001 für den Patriarchen Johannes von Aquileia, und den Grafen Werihen von Friaul (DD. O. III. 402 und 412). Nova Gorica, 1999;
- --, "Villa quae Sclavorum lingua vocatur Goriza" : studio analitico dei due diplomi emessi nel 1001 dall'imperatore Ottone III per il patriarca di Aquileia Giovanni e per il conte del Friuli Werihen (DD. O. III. 402 e 412). Nova Gorica, 1999;
- --, "Villa quae Sclavorum lingua vocatur Goriza" : študija o dveh listinah cesarja Otona III. iz leta 1001 za oglejskega patriarha Johannesa in furlanskega grofa Werihena (DD. O. III. 402 in 412). Nova Gorica, 1999;
- -- in Igor Grdina. Spomini Helene Kottanner : ženski glas iz srednjega veka. Zbirka Korenine. Ljubljana, 1999;
- --, Srednjeveške goriške študije : prispevki za zgodovino Gorice, Goriške in goriških grofov. Nova Gorica, 2002;
- -- in Vasko Simoniti, Slovenska povijest do prosvjetiteljstva. Povijesna knjižnica, 5. Nova, dop. izd. Zagreb, 2004;
- --, Vasko Simoniti in Peter Vodopivec, Slowenische Geschichte : Gesellschaft - Politik - Kultur. Graz, 2008. ISBN 978-3-7011-0101-6
- -- in Vasko Simoniti, Na stičišču svetov : slovenska zgodovina od prazgodovinskih kultur do konca 18. stoletja. Ljubljana, 2009. ISBN 978-961-241-375-0
- --, The Middle Ages between the Eastern Alps and the Northern Adriatic : Select Papers on Slovene Historiography and Medieval History. Leiden, Boston, 2010. ISBN 978-90-04-18591-3
- --, Castrum Leibach : najstarejša omemba Ljubljane in njeni začetki : faksimile s komentarjem in zgodovinskim uvodom. Ljubljana, 2010. ISBN 978-961-6449-36-6
- --, Strukture današnjega slovenskega prostora v srednjem veku. Ljubljana, 2001;
- --, I diplomi imperiali del 1001. Agenda storica di Gorizia. 2020. str. 107-131.

### E-knjige
- Peter Štih, Slovenska zgodovina : Od prazgodovinskih kultur do konca srednjega veka